# Pakość
Pakość é um município da Polônia, na voivodia da Cujávia-Pomerânia e no condado de Inowrocław. Estende-se por uma área de 3,46 km², com 5 744 habitantes, segundo os censos de 2017, com uma densidade de 1660,1 hab/km².